# فرانك باير
فرانك باير (بالألمانية: Frank Beyer) (و. 1932 – 2006 م) هو مخرج أفلام، وكاتب سيناريو من ألمانيا، وألمانيا الشرقية، توفي في برلين، عن عمر يناهز 74 عاماً.

## جوائز وترشيحات
حصل على جوائز منها:
جوائز
- الجائزة الوطنية لجمهورية ألمانيا الديمقراطية (1963)
- الجائزة الوطنية لجمهورية ألمانيا الديمقراطية (1975)

ترشيحات
- جائزة الأوسكار لأفضل فيلم بلغة أجنبية (1977)

ترشح لـ:
- جائزة الأوسكار لأفضل فيلم بلغة أجنبية (1977).

## وصلات خارجية
- فرانك باير على موقع IMDb (الإنجليزية)
- فرانك باير على موقع روتن توميتوز (الإنجليزية)
- فرانك باير على موقع مونزينجر (الألمانية)
- فرانك باير على موقع ألو سيني (الفرنسية)
- فرانك باير على موقع أول موفي (الإنجليزية)
- فرانك باير على موقع قاعدة بيانات الأفلام السويدية (السويدية)
- فرانك باير على موقع قاعدة بيانات الفيلم (الإنجليزية)
- فرانك باير على موقع كينوبويسك (الروسية)